# Ngawonggo (Kaliangkrik)
Ngawonggo is een bestuurslaag in het regentschap Magelang van de provincie Midden-Java, Indonesië. Ngawonggo telt 4844 inwoners (volkstelling 2010).